# Диоцез (церковно-административная единица)
Диоцез, епархия (лат. dioecesis ← др.-греч. δι-οίκησις — управление от др.-греч. οἴκησις — обитание, проживание) — церковно-административная территориальная единица в католической, англиканской и некоторых протестантских церквях, во главе которой стоит архиерей (епископ или архиепископ).
В Греческой церкви термином διοίκησις обозначают всю территорию, находящуюся в юрисдикции той или иной поместной церкви.
Римско-католическая церковь с XIII века называет епископские церковные округа диоцезами; Англиканская церковь, Церковь Швеции и некоторые другие христианские деноминации сохранили это название после реформации, что соответствует структурам, именуемым в Русской православной церкви епархиями — от греч. ἐπαρχία.
В протестантских церквях Австрии Аугсбургского и Гельветского исповедания церковной административно-территориальной единицей является суперинтендентство, во главе которого стоит суперинтендент.